# Rumex acetosella
Petite Oseille
Espèce
Statut de conservation UICN

 LC  : Préoccupation mineure
Europe, France 
Rumex acetosella, la Petite Oseille, ou Vinette en français acadien et en poitevin, est une espèce de plantes herbacée de la famille des Polygonacées. Elle pousse dans les endroits rocailleux, en terrain acide.
C'est une plante comestible (avec des précautions d'usage). Dans de nombreuses cultures, c'est une adventice difficile à combattre à cause de sa racine profonde et de sa propagation par rhizome superficiel. Un cas de résistance à un herbicide, l'hexazinone, a été signalé en Nouvelle-Écosse en 2014.

## Description

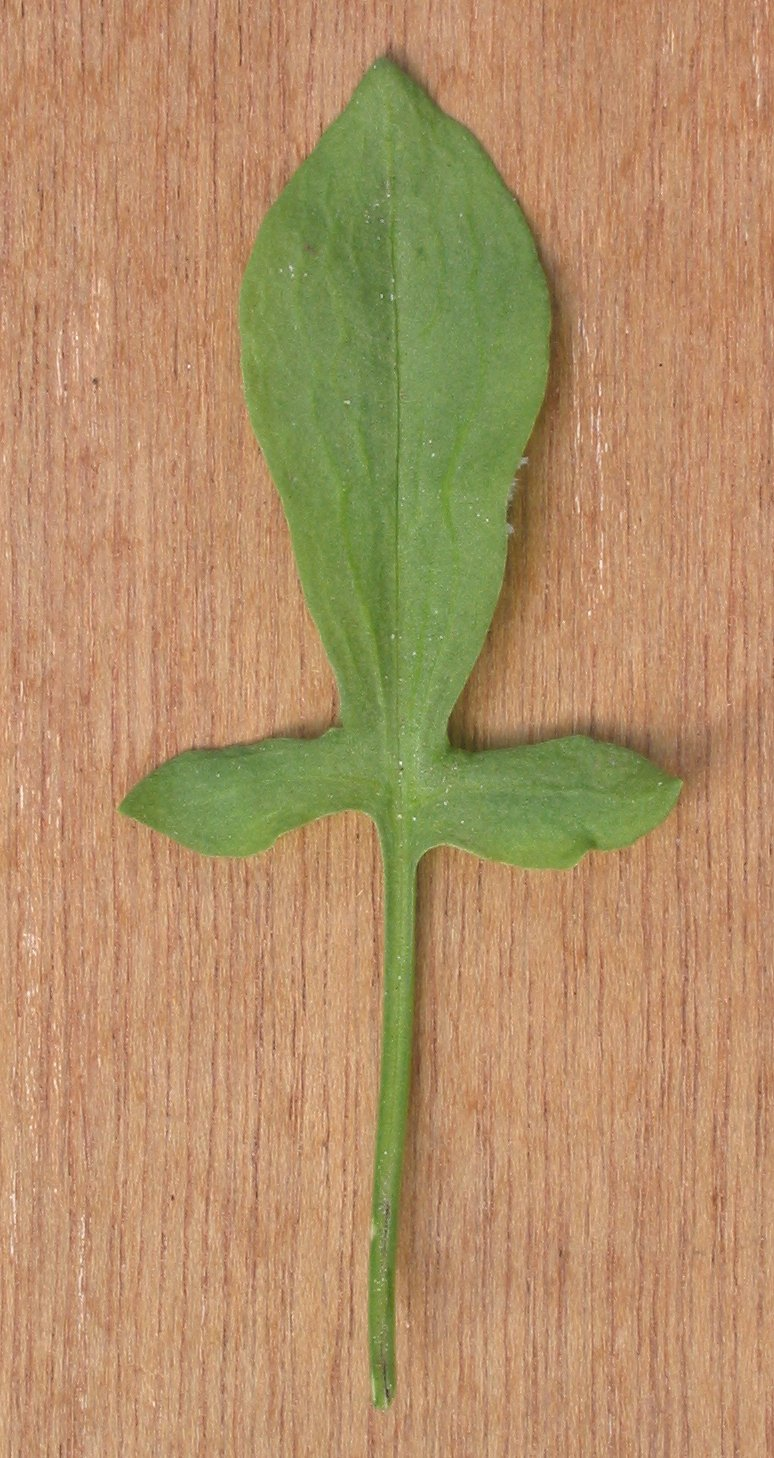
Feuille inférieure.

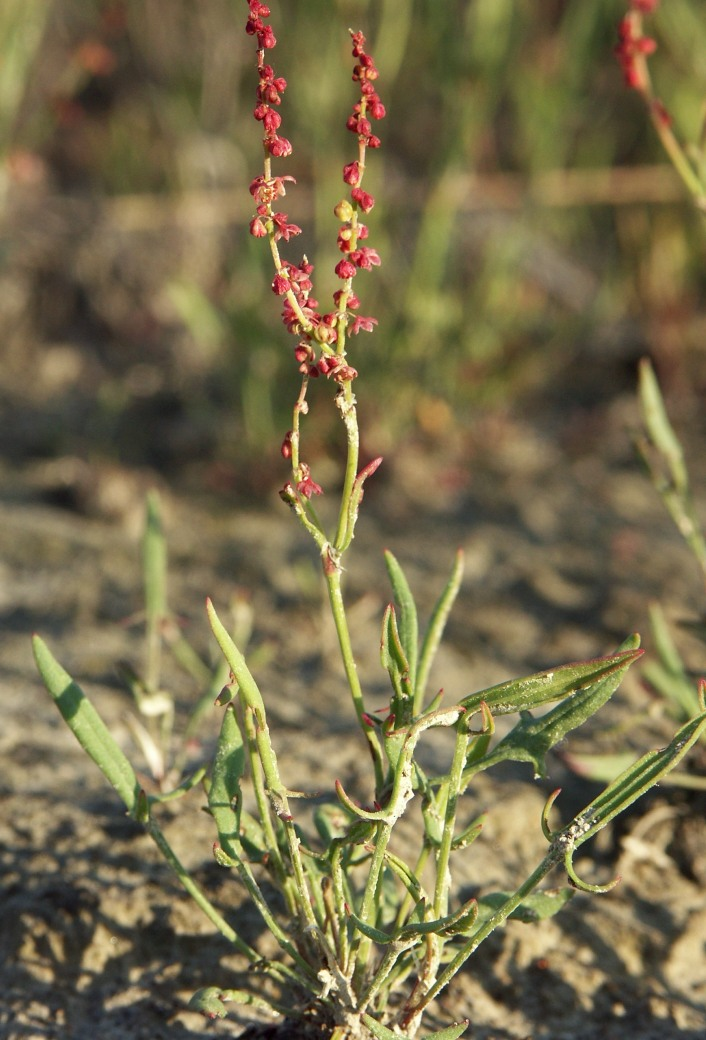
Rumex acetosella.

C'est une plante de 10 à 50 cm, à fleurs rougeâtres et à feuilles hastées (en forme de fer de lance). Sa racine pivotante peut atteindre 50 cm de profondeur et colonise même les sols compacts. Lorsqu'elle est brisée elle émet des bulbilles accélérant sa propagation et peut se comporter comme un rhizome surtout dans les champs travaillés épisodiquement (prairies temporaires).
Les fleurs sont rose. La floraison a lieu en mai-octobre. L'inflorescence est en glomérules. C'est une plante dioïque. La pollinisation est anémogame. Le fruit est un akène. La dissémination des graines est barochore.

## Habitat et répartition
L'habitat type est les pelouses vivaces des lithosols compacts (dalles) et mobiles (sables), médioeuropéennes à méditerranéennes, acidophiles. L'aire de répartition est cosmopolite.

## Caractère bio-indicateur
Cette plante prolifère dans les bonnes terres argilo-calcaires. Métallophyte qui peut tolérer de hautes concentrations en fer, magnésium et manganèse, elle peut indiquer une déstructuration de l'humus par carence en matière organique animale ou par des fumures minérales, un sol à faible capacité de fixation.

## Statuts de protection, menaces
L'espèce n'est pas considérée comme étant menacée en France. En 2021 elle est classée Espèce de préoccupation mineure (LC) par l'UICN. Toutefois localement l'espèce peut se raréfier :  elle est considérée Vulnérable (VU) en Nord-Pas-de-Calais.

## Systématique
L'espèce est décrite en premier en 1753 par le naturaliste suédois Carl von Linné, qui la classe dans le genre Rumex sous le nom binominal Rumex acetosella, dans son ouvrage Species plantarum.

### Noms vulgaires et vernaculaires
En plus de son nom recommandé ou typique « Petite Oseille », ce taxon porte en français de nombreux autres noms vernaculaires ou normalisés :
- Oseille[8]
- Petite Oseille[8],[7],[9],[5]
- Surette[8]
- Patience petite Oseille[8]
- Rumex petite-Oseille[8],[7],[9]
- Vignette[8]
- Oseille des brebis[7],[9],[5]
- Oseillette[7],[9]
- Oseille de Pâques[9]
- Petite Oseille à feuilles étroites[9]
- Petite Vinette[9]
- Sarcille[9]
- Sarcillette[9]
- Surelle[9]
- Vinette sauvage[9].

### Synonymes
Rumex acetosella a pour synonymes :
- Acetosella multifida subsp. pyrenaica (Pourr. ex Lapeyr.) Á.Löve, 1983
- Acetosella tenuifolia (Wallr.) A.Léve
- Pauladolfia acetosella (L.) Börner
- Rumex acetosella f. acetosella
- Rumex acetosella var. integrifolius Wallr.
- Rumex acetosella var. procurrens Cordem.
- Rumex acetosella var. pyrenaicus (Pourr. ex Lapeyr.) Timb.-Lagr.
- Rumex acetosella var. vulgaris Cordem.
- Rumex multifidus subsp. vulgaris (Fourr.) Kubát, 1986
- Rumex tenuifolius (Wallr.) A.Léve

### Liste des taxons de rang inférieur
Liste des sous-espèces et formes selon GBIF (4 novembre 2021) :
- Rumex acetosella subsp. acetosella
- Rumex acetosella subsp. acetoselloides (Balansa) Den Nijs
- Rumex acetosella subsp. arenicola Y.Mäkinen ex Elven
- Rumex acetosella subsp. multifidus (L.) Schübl. & G.Martens
- Rumex acetosella subsp. multifidus Linnaeus, 1762
- Rumex acetosella subsp. pyrenaica (Pourr. ex Lapeyr.) Akeroyd
- Rumex acetosella subsp. tenuifolius (Wallr.) O.Schwarz
- Rumex acetosella f. tenuifolius Wallr., 1822

## Utilisation
Cette plante comestible et cultivable s'utilise en cuisine pour ajouter une touche acidulée. 

### La petite oseille en cuisine
Les jeunes feuilles peuvent se consommer crues, en salade, avec des crudités ou accompagner des sandwiches. Leurs goût est très apprécié dans les omelettes, les quiches ou tout autre plat à base d'œufs. 
La petite oseille se marie parfaitement avec les poissons gras tels que la truite et le saumon. 
C'est un classique de la cuisine poitevine : far à la vinette, pâté poitevin, farci poitevin, omelette à la vinette. 

### Vertus médicinales
En infusion, elle possède des propriétés diurétiques, digestives et laxatives. En application externe, elle traiterait les infections buccales, les plaies et les furoncles. 
Sa richesse en éléments minéraux (notamment fer potassium) et en vitamines A, B1 et C en fait un aliment très intéressant. Mais en raison de sa teneur en acide oxalique, cette plante demeure déconseillée aux personnes souffrant de calculs rénaux, de goutte, d'asthme ou d'hyperactivité gastrique.